# Base Station Subsystem
Base Station Subsystem (BSS) Hệ thống trạm gốc là một phần của mạng thông tin di động GSM nó chịu trách nhiệm truyền và giao tiếp giữa máy điện thoại di động và Hệ thống chuyển mạch. BSS thực hiện việc truyền các kênh thoại đã mã hoá, cấp phát các kênh sóng cho máy điện thoại di động, quản lý chất lượng truyền và nhận thông qua giao tiếp bằng sóng cao tần (air interface) và thực hiện nhiều việc khác liên quan tới mạng truyền dẫn bằng sóng radio.

## Trạm gốc BTS
Trạm thu phát gốc, hay gọi tắt là trạm gốc (BTS) bao gồm một hệ thống thiết bị truyền và nhận tín hiệu vô tuyến, ăng ten và các thiệt bị mã hóa, giải mã thông tin trao đổi với thiết bị điều khiển trạm gốc (BSC). Thông thường, một BTS cơ sở sẽ có vài bộ truyền và nhận (TRX) để có thể phục vụ các tần số khác nhau cũng như vài sector khác nhau trong cùng một cell. Một BTS được điều khiển bởi một BSC thông qua khối chức năng điều khiển trạm gốc (BCF - Base station Control Function). BCF được cung cấp như một phần tử độc lập hoặc được tích hợp với TRX trong trạm gốc. BCF thực hiện nhiệm vụ Hoạt động và Bảo trì (O&M) các kết nối tới Network Management System (NMS), và thực hiện các công việc quản lý trạng thái của mỗi TRX, tức là nó sẽ điều khiển phần mềm cũng như quản lý các thông báo…

## BSS interfaces (Giao diện của BSS)
Mặc dù GSM là một chuẩn chung tuy nhiên thực tế thì chức năng của các trạm BTS sẽ khác nhau tuỳ theo từng nhà cung cấp thiết bị.

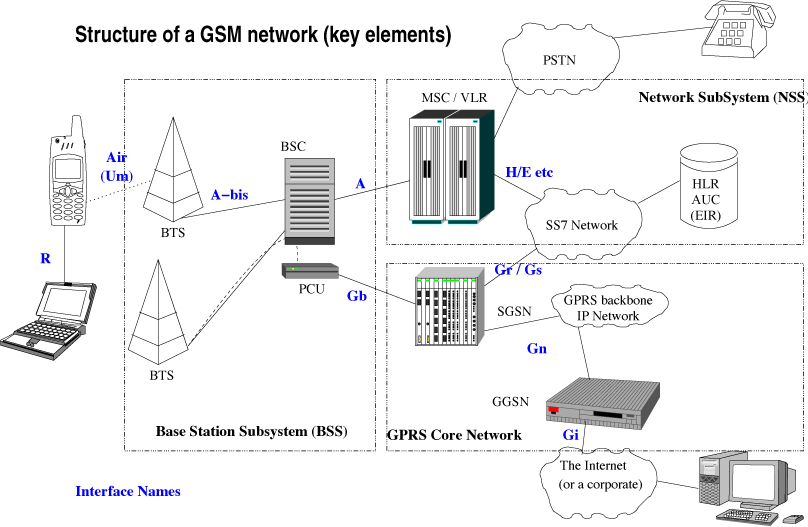
Image of the GSM network, showing the BSS interfaces to the MS, NSS and GPRS Core Network

1. Giao diện Um: Đây là giao diện giữa MS và BTS (air interface). Giao diện này sử dụng giao thức LAPDm cho báo hiệu, có chức năng dẫn đường cuộc gọi, đo lường báo cáo, chuyển giao (handover), xác thực, cấp phép, cập nhật khu vực... Lưu lượng (thoại) và báo hiệu được truyền trong từng bursts 0.577 ms tại mỗi khoảng 4.615 ms, tạo thành từng khối dữ liệu 20 ms.
2. Giao diện Abis Đây là giao diện giữa BTS và BSC, thường được truyền trên đường DS-1, ES-1 hay E1 của mạch vòng TDM. Sử dụng kênh con (subchannel)TDM cho lưu lượng (TCH), giao thức LAPD cho giám sát BTS và báo hiệu vô tuyến, và truyền tín hiệu đồng bộ từ BSC tới BTS và MS.
3. Giao diện A: Giao diện giữa BSC và MSC. Nó được sử dụng cho kênh lưu thông và phần BSSAP của chồng giao thức SS7 (SS7 stack). Mặc dù việc chuyển mã diễn ra thường xuyên giữa BSC và MSC, truyền thông báo hiệu giữa hai điểm đầu cuối với đơn vị (bộ phận) chuyển mã không làm ảnh hưởng đến thông tin SS7, chỉ thoại hoặc dữ liệu CS được chuyển mã với tỉ lệ tương thích.
4. Giao diện Ater: Giao diện giữa BSC và chuyển mã. Tên giao diện gắn liền với nhà cung cấp (ví dụ: Giao diện Ater của Nokia - Ater by Nokia). Giao diện này làm nhiệm vụ truyền tải, mà không làm thay đổi, thông tin giao diện A từ BSC (tới đơn vị chuyển mã).
5. Giao diện Gb: Giao diện kết nối BSS tới SGSN trong mạng lõi của GPRS.